# Лоренцо Гиберти
Лоренцо Гиберти (итал. Lorenzo Ghiberti; Фиренца, 1378 — Фиренца, 1. децембар 1455) био је италијански вајар, златар и сликар ране ренесансе у Фиренци.
Обавештен о антици, али остајући делом веран средњовековној култури израдио је врата на крстионици катедрале у Фиренци,  која се сматрају његовим ремек-делом. Микеланђело је наводно оценио врата као достојна да буду "капија раја".
Његов спис „Commentarii“, написан у три књиге, вредан је документ за изучавање италијанске архитектуре и сликарства. У њима је обухватио описе својих техника као и уметничке теорије и попис уметника 14. и 15. века. Представља најранију сачувану аутобиографију једног уметника.